# Tim Tolkien
Timothy Tolkien (n. septiembre de 1962) es un escultor británico, especializado en el diseño de grandes esculturas monumentales al aire libre, entre las que destaca la premiada Sentinel. Tim Tolkien posee un taller y negocio de talla de madera y esculturas metálicas en Cradley Heath (Midlands Occidentales). Además, es bajista y miembro del grupo Klangstorm, fundado en 1996.
Su abuelo paterno, Hilary Arthur Reuel Tolkien, fue el hermano menor del escritor de literatura fantástica, por lo que Tim es sobrino nieto de J. R. R. Tolkien.
Tim creció en la localidad de Hughenden Valley, cerca de High Wycombe, en Buckinghamshire y, junto a sus dos hermanos Stephen y Nick, acudió a la Royal Grammar School local. Varios grandes lienzos pintados por Tim decoran los corredores del centro, muchos años después de que él lo dejara. Se graduó en Bellas Artes (escultura) en la Universidad de Reading en 1984.

## Obras

### Sentinel

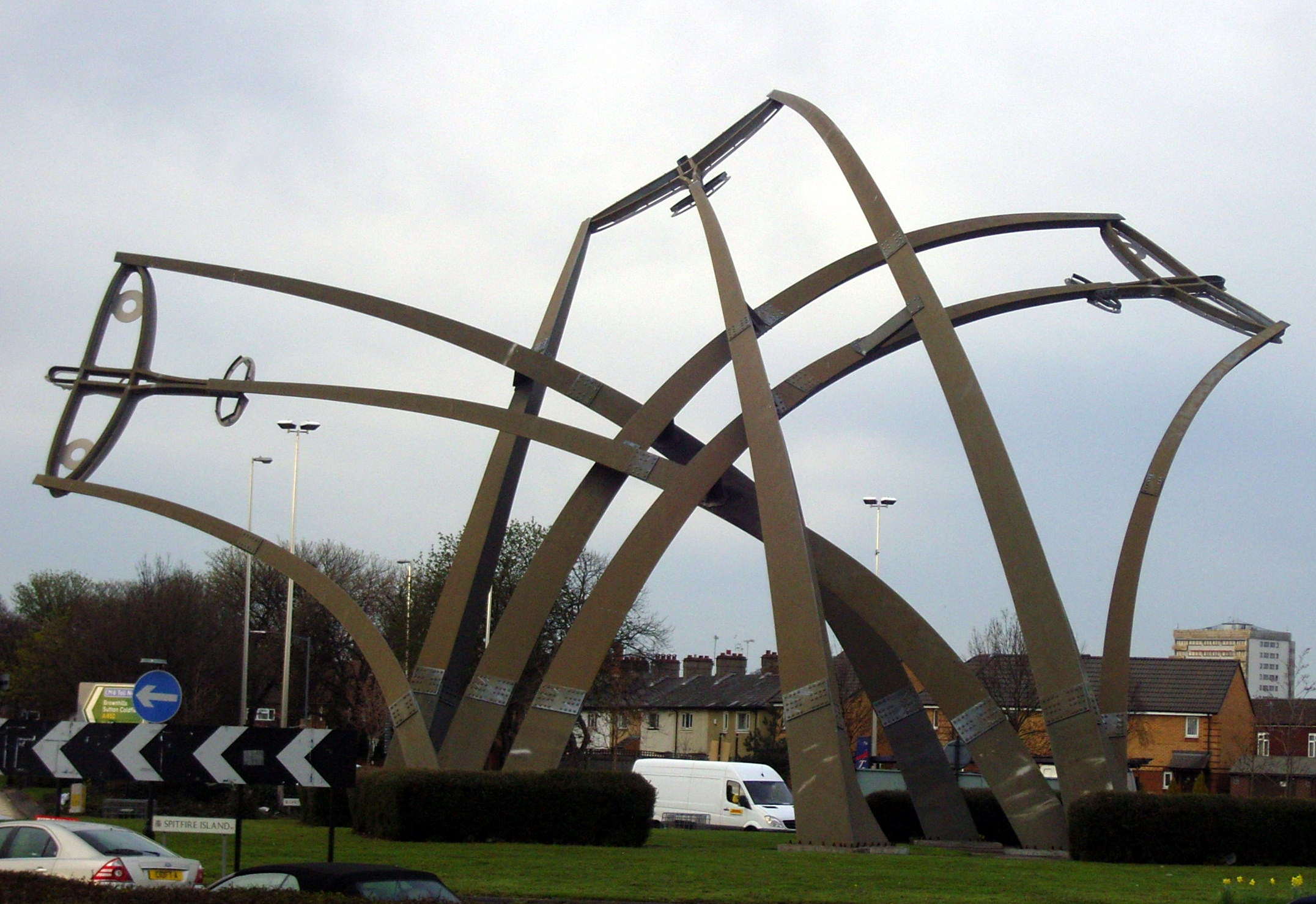
Sentinel, de Tim Tolkien, cerca de la fábrica de Jaguar Cars en Castle Bromwich, anteriormente la factoría de los Spitfires.

Sentinel (2000) es el trabajo más conocido de Tolkien hasta la fecha. Tim fue elegido en 1996 por la empresa CAN UK Media, contratista seleccionado por el Estado para el desarrollo de propuestas de arte público con fondos provenientes de la National Lottery, como artista residente para la regeneración del sector de Castle Vale en Birmingham. Al año siguiente sondeó a los vecinos sobre sus ideas para un proyecto artístico a la entrada del sector. Opinaron a favor de una escultura que representase Spitfires, como reflejo de la historia de la zona, ligada a la aviación. La gran escultura de acero y aluminio titulada Sentinel fue el resultado de ese proceso. Representa tres Spitfires elevándose hacia el aire en diferentes direcciones. Fue inaugurada en octubre de 2000, cerca de la antigua fábrica de los aviones, por el ex-piloto de pruebas Alex Henshaw. Una encuesta realizada en 2006 a 3.000 conductores la señaló como la mejor decoración de rotonda del Reino Unido.

### Cedric Hardwicke Memorial
El Cedric Hardwicke Memorial (2005) fue esculpido por Tolkien en recuerdo del actor Sir Cedric Hardwicke, en su lugar de nacimiento (Lye, Midlands Occidentales), para el Metropolitan Borough of Dudley. El memorial toma la forma de una gigantesca cinta cinematográfica, en la que varias chapas recortadas arrojan sombras chinescas que ilustran escenas de los papeles más conocidos de Sir Cedric, como El jorobado de Notre Dame, The Shape of Things to Come, o El fantasma de Frankenstein. Fue inaugurado el 25 de noviembre de 2005.

### Ent
Ent (2007) es un proyecto para una estatua de siete metros de altura del ent llamado Bárbol, un personaje de la novela El Señor de los Anillos, de J. R. R. Tolkien, el tío abuelo de Tim. Se erigirá en un jardín de Moseley, cerca de uno de los hogares de la infancia de J. R. R. Tolkien en Birmingham. El proyecto concitó cierta controversia, pero el Ayuntamiento de Birmingham finalmente otorgó (tras un cambio de emplazamiento y reducción de tamaño) permiso para su construcción, que comenzó en mayo de 2007.

### Otras

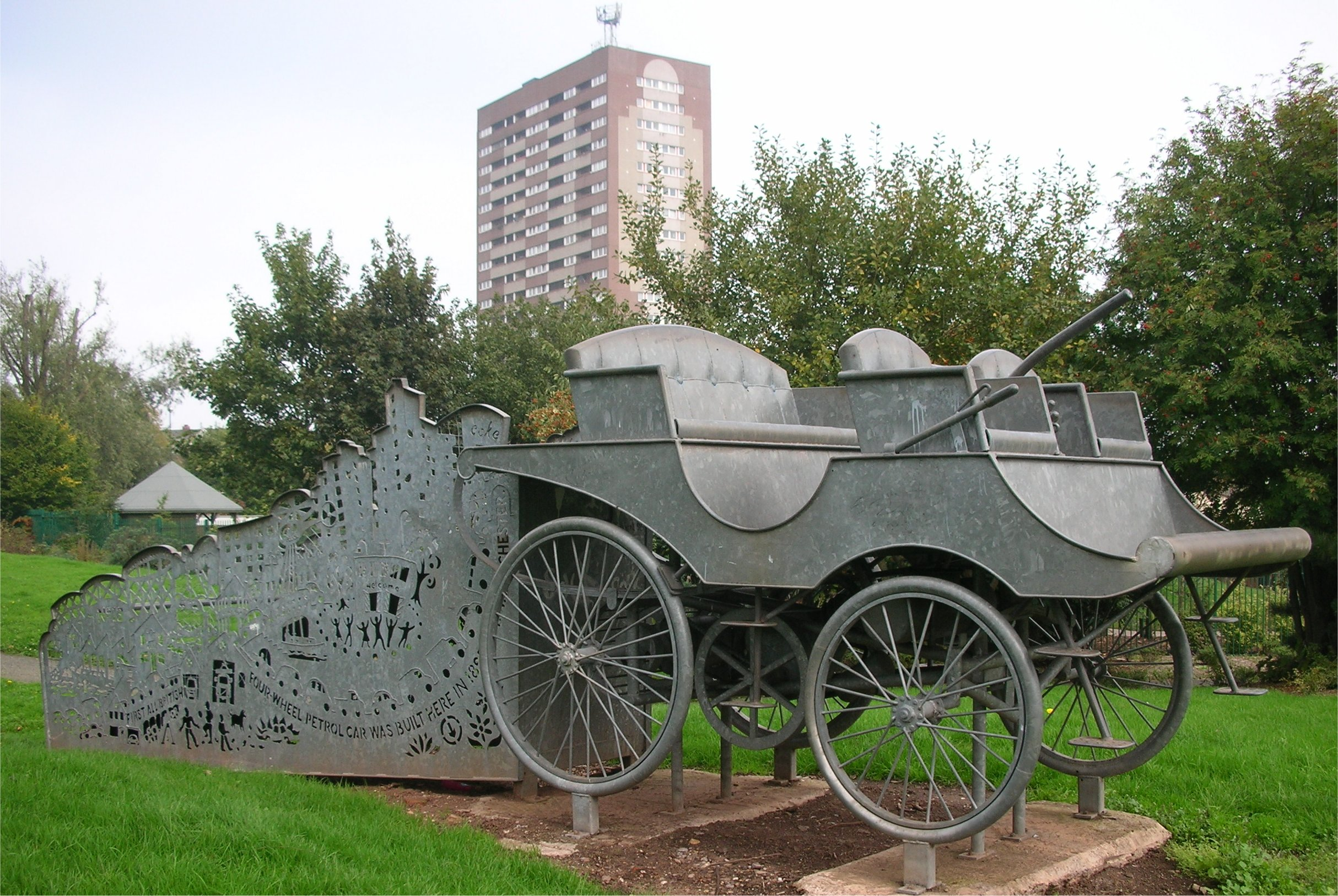
Lanchester Car Monument, en el lugar del desarrollo del primer automóvil británico con motor de explosión.

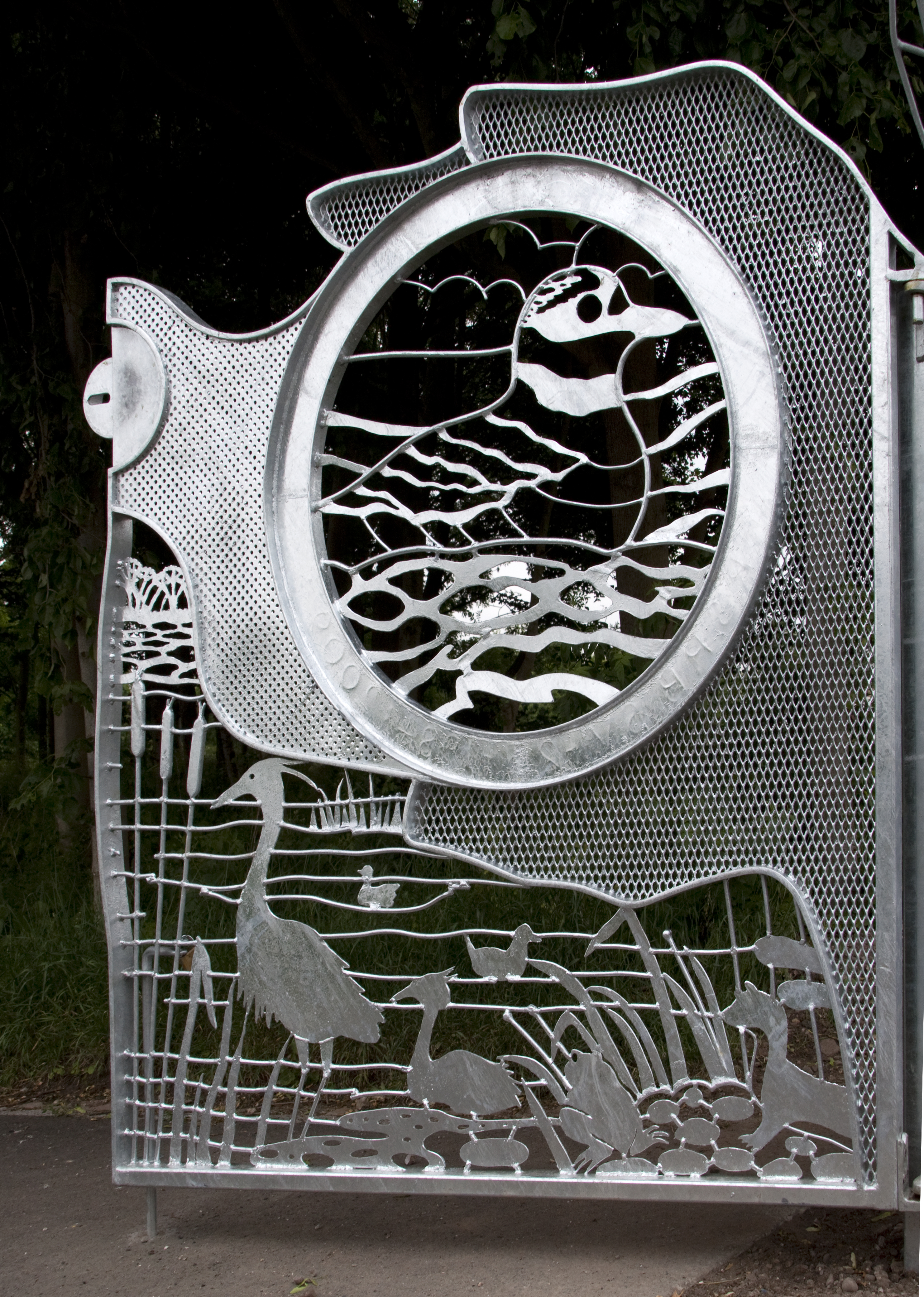
Puertas de la Reserva de Sandwell Valley (Royal Society for the Protection of Birds).

- James Watt's Mad Machine en la parada de tranvía de Winson Green Outer Circle, en Birmingham (financiada por Eric Klein Velderman, Paula Woof y alumnos de la escuela local).[8]
- El Lanchester Car Monument, en Birmingham.[9]
- Rediseño de la estación ferroviaria de Lea Hall (1998), también en Birmingham (con Eric Klein Velderman).[10]
- Mosaico en el Instituto Menzies de Sandwell (con Eric Klein Velderman y alumnos).[11]
- Escultura en la Escuela St. Nicholas de Kenilworth (con alumnos).[12]
- Escultura de una libélula (2003) en la Escuela Infantil Hembrook de Warwickshire (con Emma Dicks).[13]
- Cancela en la Escuela de Primaria Belle Vue de Stourbridge.[14]
- Arco en la Escuela Springhallow de Ealing (con alumnos).[15]
- El jacinto, un enorme Hyacinthoides non-scripta de bronce en la Sot's Hole Local Nature Reserve, en West Bromwich.[16]
- Puertas de la Reserva de Sandwell Valley (Royal Society for the Protection of Birds).

## Relación con Toyah
Tim Tolkien también ha trabajado para la cantante y presentadora de televisión Toyah Willcox, para la que ha diseñado sus trajes de escenario empleando piezas metálicas, como si fuesen armaduras. En 2005, ambos rodaron un documental para la BBC Two en el que comparaban la fructífera explotación turística que Nueva Zelanda lleva a cabo de sus relaciones con las películas de Peter Jackson basadas en la obra de J. R. R. Tolkien; con la que lleva a cabo Birmingham, la ciudad natal de Tolkien y Toyah.